# Огнена звезда
Огнена звезда (на английски: Firestar) е супергероиня от вселената на Марвел Комикс. Дебютът ѝ е в анимационния сериал „Спайдър-Мен и невероятните му приятели“ по NBC през 1981 г. Тя има способността да генерира и манипулира микровълнова радиация, което ѝ позволява да създава силна топлина и пламъци, както и да лети.